# Hervormde kerk (Waspik)
De Hervormde Kerk van Waspik is een kerkgebouw aan de Raadhuisstraat 17 te Waspik. Het gebouw is tegenwoordig een rijksmonument.

## Geschiedenis
De parochie Waspik werd, samen met Capelle, reeds genoemd in 1257. Er was toen al een kerkje, dat echter tijdens de Sint-Elisabethsvloed van 1421 werd verwoest. 
Er werd een nieuwe kerk iets meer zuidwaarts gebouwd, die was gewijd aan Johannes de Doper. Deze kerk werd in 1571 nog door de bisschop van 's-Hertogenbosch gevisiteerd. Een jaar later was dit, ten gevolge van de troebelen van de Tachtigjarige Oorlog, niet meer mogelijk, omdat de Geuzen het gebied onveilig maakten. In 1579 vluchtte de pastoor, Dirk Laureyssen, naar Tilburg. 
Van 1589 tot 1593 kwam Geertruidenberg, en daarmee ook Waspik, weer in Spaanse handen. In 1591 konden degenen die voor het oorlogsgeweld waren gevlucht naar huis terugkeren, mits ze het protestantisme afzwoeren. In 1594 kwam ook de pastoor weer terug. De godsdienstige situatie bleef echter wisselen. Toen in 1621 het Twaalfjarig Bestand was afgelopen, werd in de Langstraat het openlijk uitoefenen van de katholieke godsdienst verboden. De katholieken moesten in Dongen ter kerke. Dit was mogelijk doordat die plaats bij de Baronie van Breda behoorde.
Nadat de protestantse gemeente vooreerst door de dominee van Capelle werd bediend, kwam er in 1618 een eigen predikant. In 1796 telde de hervormde gemeente 389 leden, tegenover 1.287 katholieken. De laatsten eisten hun kerk terug, wat aanleiding gaf tot aanzienlijk juridisch getouwtrek. In 1804 kregen de protestanten uiteindelijk de kerk toegewezen, en de katholieken werden gecompenseerd met een groot deel van de kerkelijke goederen. Zij bouwden in 1841 de Sint-Bartholomeus- en Barbarakerk.

## Gebouw
De Hervormde kerk van Waspik is een laatgotische kruiskerk. Het koor stamt uit het midden van de 15e eeuw, waarna een driebeukig pseudobasilicaal schip is gebouwd met lange dwarsarmen. Op het dak bevindt zich een vieringtorentje. Het interieur wordt gekenmerkt door een houten tongewelf, voorzien van trekbalken. De zuilen hebben lijstkapitelen en achthoekige basementen. De kerk werd in 1959 gerestaureerd. Het koor is in twee verdiepingen gesplitst, met beneden de consistoriekamer. 

## Inventaris
De kerk heeft een rijk interieur. Er is een eikenhouten doophek uit 1771 in rococostijl, vervaardigd door Petrus Verhoeven. Het staat opgesteld rond de preekstoel, die uit dezelfde tijd stamt en in een soortgelijke stijl is uitgevoerd. Vroeger werd een klein koperen doopvont gebruikt dat aan de preekstoel was bevestigd, tegenwoordig is het voor het doophek bevestigd. Tijdens de restauratie van 1959 vond men bovendien het middeleeuwse, stenen doopvont terug. Het werd ingemetseld in een nis achter in de kerk. Ook werd toen een sterk verminkte beeldengroep uit gele kalksteen gevonden, wellicht het slachtoffer geworden van de beeldenstorm. Bij de restauratie werden ook enkele 16e- en 17e-eeuwse grafzerken teruggevonden, waarvan, waarschijnlijk in de Franse tijd, de wapenschilden zijn weggekapt.
Er zijn bijzondere rococo-psalmborden uit 1779. Veel van de bijbehorende bordjes zijn verdwenen. De tochtportalen uit 1767 zijn, net als het doophek gemaakt door houtsnijder Petrus Verhoeven. Ze bevatten afbeeldingen van schepen, vissen, en een ploeg, hetgeen verwijst naar de middelen van bestaan destijds. Drie fraaie rouwborden uit het midden van de 18e eeuw maken eveneens deel uit van de inventaris.
De consistoriekamer bevat een beschilderde houten schouw in Lodewijk XIV-stijl, een burgemeesterszetel en een ijzeren geldkist uit de 16e eeuw.
Het orgel uit 1767 werd gebouwd door Matthaeus de Crane uit Culemborg. Het bevat de wapenschilden van de families Cousebant en Van Wassenaar van Warmont, respectievelijk heer en vrouwe van Waspik. Het snijwerk aan het orgelfront werd ook uitgevoerd door Petrus Verhoeven.